# Raymond Dat de Bigorre
Raymond Ier Dat († 956) est un comte de Bigorre du Xe siècle.

## Filiation
La seule certitude que l’on ait à propos de sa filiation est contenue dans le Codex de Roda et précise que dame Lopa, fille de  Sanche Garcez, roi de Navarre et d’une servante, est la mère du comte Raymond de Bigorre. 
Le père du comte Raymond Dat se nomme Dat. Il peut être identifié avec Dat Donat, comte de Bigorre et fils du premier comte, Donat Loup de Bigorre.

## Mariage et enfants
Le codex de Roda le mentionne comme marié à Gersende/Garsinde, fille d’Arnaud Ier, comte d’Astarac, et sœur d'Arnaud II. Mais une charte du cartulaire d’Auch indique que l’épouse de Raymond Dat est une Faquilène, également fille d’Arnaud, comte d’Astarac, qui lui survit et veuve d’Auréolus, sire d’Aure. Plusieurs hypothèses sont envisagées et celle qui prime consiste à voir Faquilène et Gersende/Garsinde comme une seule personne.
Cette épouse a donné naissance à :
- Louis († 1000), comte de Bigorre ;
- Arnaud, père de Garcia Arnaud, comte de Bigorre, lui-même père de Gersende, mariée à Bernard Roger, comte de Foix.

## Annexe